# Jurij Nikolajevič Babajev
Jurij Nikolajevič Babajev (rusky Юрий Николаевич Бабаев; 21. května 1928 Moskva – 6. října 1986 Moskva) byl ruský fyzik, specialista v oblasti jaderné fyziky.

## Život
V roce 1950 absolvoval s vyznamenáním na katedře fyziky Moskevské státní univerzity. V roce 1951 nastoupil do KB-11 na oddělení Andreje Sacharova, kde se podílel na vývoji první vodíkové bomby. O čtyři roky později navrhl společně s Jurijem Trutněvem nový princip fyzikálního schématu dvoustupňové konstrukce vodíkové nálože. 26. listopadu 1968 byl zvolen za korespondenčního člena Akademie věd SSSR v oboru jaderné fyziky se specializací na experimentální jadernou fyziku.
Zemřel 6. října 1986 v Moskvě a je pohřben na Kuncevském hřbitově.